# 臺灣束長蝽
臺灣束長蝽（学名：Malcus insularis）为突眼長蝽科束長蝽屬下的一个种。